# Kőhalmi-Klimstein József
Kőhalmi-Klimstein József (Vác, 1843. február 14. – Nagyszombat, 1906. május 25.) pedagógus, igazgató, szentszéki ülnök, író.

## Élete
Nagyszombatban és Esztergomban végezte a teológiát. Pappá szentelése után egy ideig lelkészként szolgált, majd 1870-től a nagyszombati érseki főgimnázium magyar irodalom tanára, 1898-tól igazgatója, illetve a királyi érseki konviktus kormányzója.
Egyháztörténeti és irodalomtörténeti műveket írt. István bácsi Naptárának 1870-től szerkesztője. 1886-ban megindította Pozsonyban a Magyar Sion Őrei című életrajzi vállalatot. A Magyar Helikonba megírta Pázmány Péter és Czuczor Gergely életrajzát. Megírta Simor János részletes életrajzát (1886) és Májer István esztergomi nagyprépost, illetve Haynald Lajos bíboros érseknek vázlatos életrajzát. Fordított regényeket és aszketikus műveket is. Az Esztergomi Irodalmi Egylet kiadványaiba és a főgimnázium értesítőjébe is írt tanulmányokat.

## Művei
- 1877 Madách Imrének Az ember tragédiája c. drámai költeményéről. Nagyszombat
- 1884 Az egyház a szabadság légkörében. Esztergom
- 1884 Pázmány Péter élete. Pozsony
- 1884 Czuczor Gergely. Stampfel, Pozsony–Budapest
- 1884 Pályám emlékei. Nagyszombat
- 1891 Emlékezés Simor János bíbornokra. Nagyszombat